# Marek Markiewicz
Marek Sławomir Markiewicz (ur. 16 marca 1952 w Łodzi) – polski polityk, prawnik i dziennikarz, adwokat, poseł na Sejm I i III kadencji. Kandydat na urząd prezydenta RP w wyborach w 1995.

## Życiorys
W 1973 ukończył studia na Wydziale Prawa i Administracji Uniwersytetu Łódzkiego, gdzie następnie pracował jako asystent do 1979. W 1980 przystąpił do „Solidarności”. Był członkiem zarządu regionu związku oraz delegatem na I Krajowy Zjazd Delegatów NSZZ „S” w Gdańsku. Do grudnia 1981 pracował jako dziennikarz w ośrodku TVP w Łodzi. Za działalność opozycyjną został zwolniony z pracy w telewizji po wprowadzeniu stanu wojennego. Od 1982 do 1988 pracował jako taksówkarz. W tym okresie kontynuował działalność opozycyjną w niejawnych strukturach związku, pisał artykuły do prasy podziemnej, pełnił dyżury prawnicze w ośrodku pomocy osobom pozbawionym pracy przy parafii Najświętszego Zbawiciela w Łodzi. W latach 1989–1991 był redaktorem naczelnym łódzkiego ośrodka TVP, następnie do 1992 wiceprezesem Komitetu do spraw Radia i Telewizji „Polskie Radio i Telewizja”.
W latach 1991–1993 sprawował mandat posła na Sejm I kadencji, który uzyskał z listy związkowej. Był również członkiem Krajowej Rady Radiofonii i Telewizji od 19 kwietnia 1993 do 23 września 1994, a także jej pierwszym przewodniczącym (do 1 marca 1994). Zasiadał w KRRiT z nominacji prezydenta Lecha Wałęsy. Po podpisaniu koncesji dla telewizji Polsat został przez niego odwołany z funkcji przewodniczącego – jak później stwierdził NSA – z naruszeniem prawa. Takie postępowanie prezydenta nazwano „falandyzacją prawa”. W 1995 zgłosił swą kandydaturę w wyborach prezydenckich jako kandydat popierany początkowo przez Partię Republikanie. Zebrał wymagane 100 tys. podpisów poparcia i został zarejestrowany przez Państwową Komisję Wyborczą. Wycofał się jeszcze przed I turą wyborów, popierając wówczas Lecha Wałęsę.
Po raz drugi zasiadał w Sejmie od 1997 do 2001, będąc posłem z listy Akcji Wyborczej Solidarność z okręgu łódzkiego. Działał w stowarzyszeniu Nowa Polska i Ruchu Społecznym. W 2001 bez powodzenia ubiegał się o reelekcję. W wyborach samorządowych w 2002 był kandydatem na prezydenta Łodzi popieranym przez Ruch Społeczny i SKL-Ruch Nowej Polski, jednak kilka dni przed wyborami zrezygnował z kandydowania i ogłosił swoje poparcie dla Jerzego Kropiwnickiego. W tych samych wyborach bez powodzenia ubiegał się o mandat radnego sejmiku łódzkiego z listy Inicjatywy Społecznej Wspólnoty Samorządowej. W 2004 przystąpił do Partii Centrum, rok później bez powodzenia kandydował do Senatu. W marcu 2010 został członkiem Prawa i Sprawiedliwości. W 2011 kandydował z ramienia tej partii do Sejmu, a w 2019 był jej kandydatem do Senatu.
Od lat 90. był związany z Polsatem. Prowadził program Sztuka informacji, a następnie Bumerang. Od 2001 prowadził kancelarię adwokacką w Łodzi. W 2007 kierował kanałem TV Biznes. Od lutego 2008 do marca 2009 był dyrektorem pionu informacji i publicystyki Grupy Polsat. Po odejściu z telewizji podjął praktykę adwokacką w kancelarii Rymar i Partnerzy w Warszawie, od 2011 działającej jako Markiewicz i Partnerzy. Reprezentował m.in. diecezję kaliską w procesie, jaki wytoczyli jej bracia Jakub i Bartłomiej Pankowiakowie, domagając się zadośćuczynienia za krzywdy wyrządzone im w dzieciństwie przez księdza Arkadiusza Hajdasza z Pleszewa. W 2024 został pełnomocnikiem Mikołaja Pawlaka przed sejmową komisją śledczą ds. wykorzystania oprogramowania Pegasus; 13 maja 2024 wraz ze swoim klientem (który wcześniej odmówił złożenia przyrzeczenia) opuścił salę obrad komisji, której członkowie mieli przejść wówczas do zadawania pytań.

## Odznaczenia i wyróżnienia
Odznaczony Krzyżem Oficerskim (2014) i Krzyżem Komandorskim (2018) Orderu Odrodzenia Polski. W 2013 otrzymał Krzyż Wolności i Solidarności. Wyróżniony odznaką Zasłużony Działacz Kultury i medalem „O niepodległość Polski i Praw Człowieka 13 XII 1981 – 4 VI 1989”. Zdobył tytuł „Łodzianina Roku 1993”. Za działalność opozycyjną w 2010 wyróżniony medalem pamiątkowym przez ministra sprawiedliwości.